# Origen de las religiones

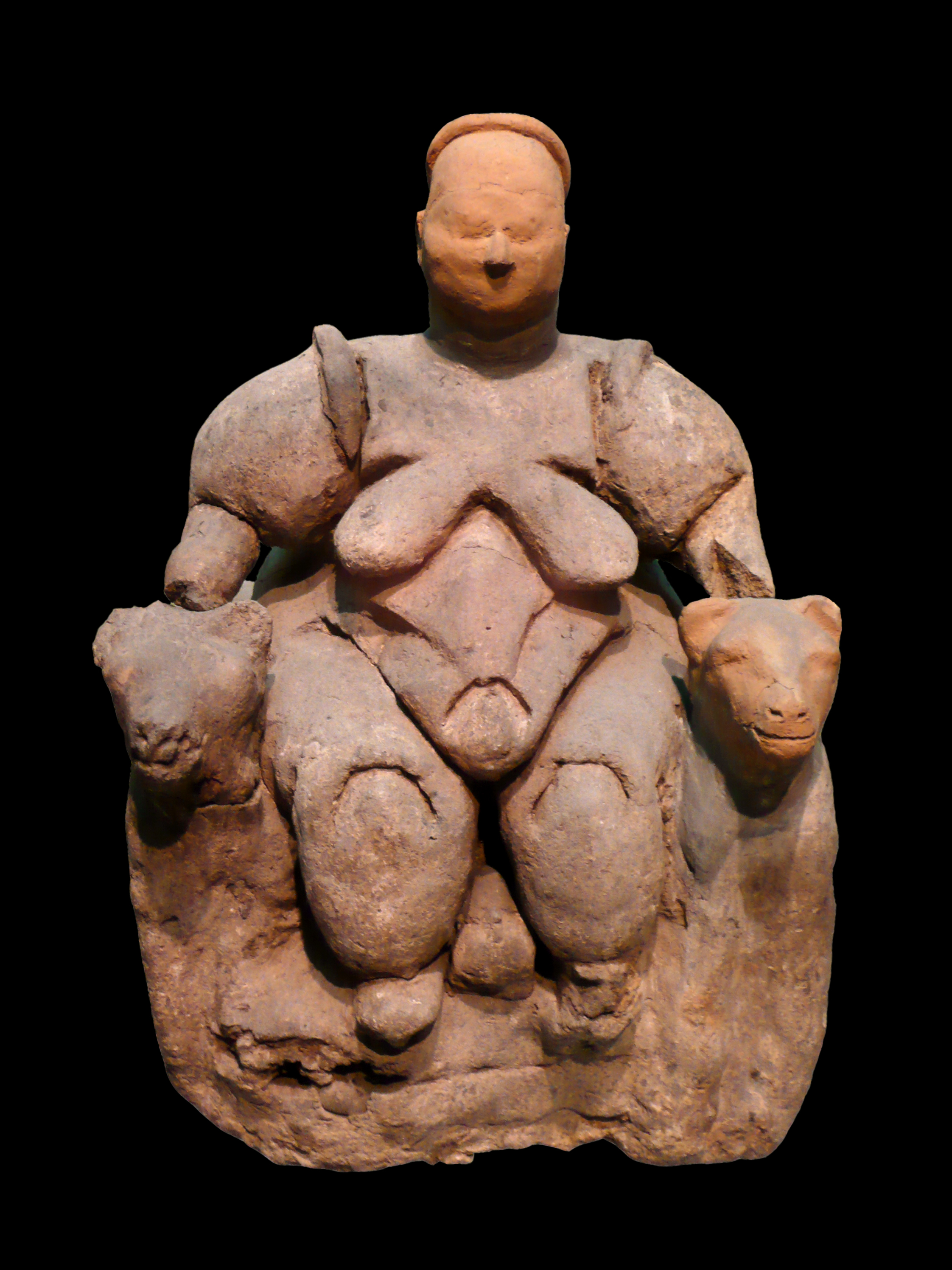
Mujer sentada de Çatalhöyük, flanqueada por grandes felinos. Museo de las Civilizaciones de Anatolia, Ankara, Turquía, c. 6000 a. C

Hay que distinguir los orígenes históricos de la religión de sus orígenes psicológicos o sociológicos. El primer comportamiento religioso que aparece en el curso de la evolución humana es probable que sea relativamente reciente (Paleolítico medio) y constituye un aspecto de la modernidad comportamental, que aparece seguramente a la vez que el origen del lenguaje.
El posterior desarrollo de la religión abarca en la religión del Neolítico los comienzos de la historia de la religión con las primeras religiones del Antiguo Oriente Próximo (los cultos politeístas de Egipto y Mesopotamia).
En el punto de vista histórico, las religiones que creen en Dios o dioses (teistas), aparecieron hace 14 000 años AP mientras que las primeras religiones (animistas, etc) aparecieron hace 250 000 años. Esto quiere decir que las religiones practicadas actualmente son también muy recientes en nuestra era moderna. Por ejemplo, la religión judía se fundó hace 2500 a 4000 años a. C., algo muy reciente para la historia de la humanidad.

## Comportamiento homínido
Existe actualmente una gran controversia sobre los escenarios que muestran pruebas primatológicas del desarrollo evolutivo de la religión.
Citando una capacidad de comunicación simbólica, un sentido de las normas sociales, la realización del "yo" y un concepto de continuidad, la antropóloga Barbara King sugiere que los parientes más cercanos al ser humano, es decir chimpancés y bonobos, exhiben rasgos que serían necesarios para la evolución de la religión en los seres humanos.
El primatólogo Dr. Fras de Waal reconoce en la socialización de los primates, que él describe como comportamientos primates no humanos de empatía, la habilidad de aprender y seguir normas sociales, la reciprocidad y la resolución pacífica de conflictos, una precursora de la moralidad humana. Arguyendo que la moralidad humana tiene dos niveles adicionales de sofisticación con respecto a la socialización de los primates, sugiere una mera conexión distante entre la socialización de los primates y la práctica humana de la religión. Para de Waal, la religión es un ingrediente especial de las sociedades humanas que surgió miles de años después de la moralidad. Comentando un artículo del New York Times, dijo: "Considero las religiones como adiciones recientes cuya función puede tener algo que ver con la vida social, con la imposición de normas y su desarrollo narrativo".
El psicólogo Matt J. Rossano defiende que la religión surgió después de la moralidad y se construyó sobre ésta mediante la expansión del escrutinio social del comportamiento humano para incorporar los agentes sobrenaturales. Al incluir a unos ancestros, espíritus y dioses siempre vigilantes dentro del círculo social, los humanos descubrieron una estrategia efectiva para constreñir el egoísmo y para construir grupos más cooperativos.

## La religión del Paleolítico
La evidencia de un comportamiento religioso en los primeros humanos pre-Homo sapiens es irrefutable. Las sepulturas intencionales, en particular las que incluyen objetos, pueden constituir una de las primeras formas detectables de práctica religiosa, puesto que, como Philip Lieberman apunta, puede significar una "preocupación por el fallecido que trasciende la vida diaria". Aunque exista polémica, la evidencia sugiere que los neandertales fueron los primeros homínidos en enterrar intencionalmente a los muertos. Muestras de ello son Shanidar en Irak, la Cueva de Kebara en Israel y Krapina en Croacia. Algunos estudiosos afirman, sin embargo, que estos cuerpos pueden haber sido manipulados por razones seculares. De igual forma, otros arqueólogos proponen que las sociedades del Paleolítico Medio, tales como las sociedades neandertales, también pueden haber practicado una primera forma de totemismo o de zoolatría, aparte de sus enterramientos (supuestamente religiosos) de los muertos. Emil Bächler en particular apunta (basándose en las pruebas arqueológicas de las cuevas del Paleolítico Medio) que sí existió un culto de los osos por parte de los neandertales del Paleolítico Medio.

## Antropología
Si bien el comportamiento religioso varía ampliamente entre las distintas culturas del mundo, en un sentido amplio la religión es un universal cultural que se encuentra en todas las poblaciones humanas. Los elementos comunes incluyen:
- una noción de lo trascendente, lo sobrenatural o lo numinoso que a menudo implica entidades como los fantasmas, los demonios o las deidades y también prácticas relativas a la magia y la adivinación.
- un aspecto del ritual y la liturgia que casi siempre va acompañado de música y baile
- normas de sociedad sobre la moralidad (ethos) y la virtud (areté)
- un conjunto de mitos, verdades sagradas o creencias religiosas.

### Psicología de la religión
La psicología evolucionista se basa en la hipótesis de que, al igual que los corazones, los pulmones y el sistema inmunitario, la cognición tiene una estructura funcional que posee una base genética y, por ende, evolucionó por selección natural. Como los órganos, esta estructura funcional tendría que estar compartida universalmente y tendría que solucionar  problemas  de la supervivencia. Los psicólogos evolucionistas tratan de comprender los procesos cognitivos, estudiando las funciones reproductivas y de supervivencia a las que podrían contribuir.

### Procesos psicológicos
La psicología cognitiva de la religión es un nuevo campo de investigación que trata de explicar los procesos psicológicos que subyacen al pensamiento y a la práctica religiosa. En su libro Religion Explained [La religión explicada], Pascal Boyer afirma que no hay una explicación sencilla de la consciencia religiosa. Boyer se ocupa de los distintos procesos psicológicos que intervienen en las ideas que tienen que ver con las deidades. Boyer parte de las ideas de los antropólogos cognitivos Dan Sperber y Scott Atran, que fueron los primeros en sostener que la cognición religiosa representa un producto colateral de las distintas adaptaciones evolutivas, incluyendo la psicología popular, y concepciones humanas intencionadas acerca del mundo (por ejemplo los seres incorpóreos provistos de pensamiento y emoción) que hacen sorprendentes y memorables las cogniciones religiosas.

### Estudios cognitivos
Entre los científicos cognitivos existe un consenso para considerar a la religión una consecuencia de la arquitectura cerebral que evolucionó en una etapa temprana de la historia humana. Sin embargo, existen discrepancias en cuanto a los mecanismos exactos que impulsaron la evolución de la mente religiosa. Las dos principales escuelas de pensamiento postulan que o bien la religión evolucionó debido a la selección natural como una ventaja selectiva, o bien es un subproducto evolutivo causado por otras adaptaciones mentales. Stephen Jay Gould, por ejemplo, pensaba que la religión apareció como subproducto de ciertos mecanismos psicológicos que evolucionaron para otros fines. Estos mecanismos pueden incluir la habilidad de inferir la presencia de organismos que podrían causar daño (detección de agentes), la habilidad de elaborar narrativas causales para acontecimientos naturales (etiología) y la habilidad de reconocer que los demás tienen una mente propia con sus respectivas creencias, deseos e intenciones (teoría de la mente). Estas tres adaptaciones (entre otras) le permiten a los seres humanos imaginarse unos agentes intencionados tras muchas de las observaciones que no podrían quedar explicadas de otra forma, por ejemplo los truenos, los relámpagos, el movimiento de los planetas, la complejidad de la vida, etc.
Las personas religiosas adquieren sus ideas y prácticas religiosas a través de la exposición social. El hijo de un budista zen no se convertirá en un cristiano evangélico sin una apropiada experiencia cultural. Si bien una simple exposición no causa un perfil religioso particular (pues una persona puede haberse educado como un católico pero que ha abandonado la Iglesia), sí que se requiere cierto grado de exposición (ya que esta persona jamás inventará el catolicismo de la nada). Un solo sujeto no puede inventar un sistema religioso complejo como el catolicismo. No obstante, algunos cultos religiosos menos elaborados pueden ser creados por una persona, como es el caso de la Cienciología, que surgió de la mente de un escritor de ciencia ficción. La ciencia cognitiva puede ayudar a comprender los mecanismos psicológicos de estas correlaciones manifiestas. En tanto en cuanto la adquisición y la transmisión de conceptos religiosos se basa en el cerebro humano, los mecanismos se encuentran probablemente abiertos a un análisis computacional. Si todo el pensamiento se estructura computacionalmente, entonces esta teoría también puede arrojar luz sobre la naturaleza de la cognición religiosa. Resulta plausible pensar que las estructuras cerebrales físico-cognitivas serían el resultado de la evolución a lo largo de enormes periodos de tiempo. Como todos los sistemas biológicos, la mente se encuentra sujeta a un continuo proceso de optimización para mejorar la supervivencia y la reproducción. Bajo esta perspectiva, todas las funciones cognitivas especializadas sirven ampliamente para esos fines reproductivos.
Para Steven Pinker la tendencia universal hacia la creencia religiosa es un auténtico enigma científico. Él cree que las explicaciones adaptacionistas de la religión no cumplen con los criterios de las adaptaciones y que la psicología religiosa es ciertamente un subproducto de muchas partes de la mente que evolucionaron porque contribuían a la supervivencia de distinta manera.

## Lenguaje y religión
Ciertos expertos apuntan a que la evolución del lenguaje supuso un prerrequisito para el origen de la religión. Philip Lieberman escribe que "el pensamiento religioso humano y el sentido moral religioso se apoyan claramente en una base lingüística", y que la presencia de objetos en tumbas y enterramientos indican que los primeros humanos poseían unas habilidades cognitivas distintas a las de los chimpancés. A partir de estas afirmaciones, el escritor científico Nicholas Wade concluye que el comportamiento religioso estaba ya presente en las poblaciones humanas anteriores a los movimientos migratorios fuera de África hace unos 60.000 años.